# Chester, New Jersey
Chester är en ort i Morris County i delstaten New Jersey, USA.